# Bőrfiatalítás
Bőrfiatalításnak vagy bőrmegújításnak nevezik azt a kezelést, amit a bőr rendellenességeire vagy az öregedés jeleinek eltüntetésere alkalmaznak.  
Az eljárások során szabályzott sérüléseket okoznak a bőrfelszínen, ezzel kényszerítve a regenerálódást, így serkentik a kollagénrostok és új bőrsejtek termelését. 
Thomas L. Roberts szén-dioxidos lézer használata során 1990-ben fedezte fel, hogy az öregedés látható jelei visszafordíthatók, eltávolíthatók, az elváltozás kialakulásának okaitól függetlenül.

## Különböző eljárások
A bőr fiatalítása elérhető hővel, kémiai úton, mechanikusan, injekciós kezeléssel és fénnyel.
- A hőkezeléses eljárás [1]rádiófrekvenciás eszközzel történik, mely hőhatást fejt ki a bőrfelszínre.
- A [2]kémiai hámlasztáshoz számos anyagot használnak, mint pl. szalicil sav, glikol sav, fenol, ... stb.
- A fénnyel történő bőrmegújításnál pulzáló fénnyel vagy lézerrel érik el a kívánt hatást. Az újgenerációs eszközöknél a kezelés során a készülék egyidőben hűti a bőrfelszínt, csökkentve ezzel a kellemetlen érzést.
- Hidraabráziós[3] vagy ultrahangos hámlasztás, mely során a vizet szétporlasztják és a felületnek nagy sebességgel csapódó vízcseppek eltávolítják az epidermisz felső rétegét.
- A bőrfiatalítás történhet különböző anyagok injekciós beadásával is, mint pl. botox, feltöltő anyagok, kollagén.